# Nolan Kasper
Nolan Kasper (ur. 27 marca 1989 w Morristown) – amerykański narciarz alpejski. W 2009 roku wywalczył brązowy medal w slalomie podczas mistrzostw świata juniorów w Garmisch-Partenkirchen. W 2011 roku wystartował na mistrzostwach świata w Garmisch-Partenkirchen, gdzie zajął 15. miejsce w slalomie. W tej samej konkurencji był też między innymi trzynasty podczas igrzysk olimpijskich w Soczi trzy lata później. Kasper zadebiutował w alpejskim Pucharze Świata w 2009 roku podczas zawodów w fińskim Levi, gdzie zakwalifikował się do pierwszego przejazdu w slalomie. Pierwsze punkty PŚ zdobył 24 stycznia 2010 roku w austriackim Kitzbühel, zajmując 27. miejsce w slalomie. Swoje pierwsze podium w zawodach tego cyklu wywalczył 6 marca 2011 roku w Kranjskiej Gorze zajmując drugie miejsce w slalomie ex aequo z Axelem Bäckiem.

## Osiągnięcia

### Igrzyska olimpijskie
| Miejsce | Dzień     | Rok  | Miejscowość | Konkurencja | Czas biegu | Strata | Zwycięzca        |
| ------- | --------- | ---- | ----------- | ----------- | ---------- | ------ | ---------------- |
| 24.     | 27 lutego | 2010 | Whistler    | Slalom      | 1:39,32    | +3,85  | Giuliano Razzoli |
| 13.     | 22 lutego | 2014 | Soczi       | Slalom      | 1:41,84    | +2,38  | Mario Matt       |
| DNF2    | 22 lutego | 2018 | Pjongczang  | Slalom      | 1:38,99    | -      | André Myhrer     |

### Mistrzostwa świata
| Miejsce | Dzień     | Rok  | Miejscowość | Konkurencja | Czas biegu | Strata | Zwycięzca            |
| ------- | --------- | ---- | ----------- | ----------- | ---------- | ------ | -------------------- |
| 15.     | 20 lutego | 2011 | Ga-Pa       | Slalom      | 1:41,72    | +2,11  | Jean-Baptiste Grange |

### Mistrzostwa świata juniorów
| Miejsce | Dzień     | Rok  | Miejscowość | Konkurencja | Czas biegu | Strata | Zwycięzca               |
| ------- | --------- | ---- | ----------- | ----------- | ---------- | ------ | ----------------------- |
| 15.     | 27 lutego | 2008 | Formigal    | Slalom      | 1:29,68    | +2,64  | Marcel Hirscher         |
| 23.     | 29 lutego | 2008 | Formigal    | Gigant      | 1:57,00    | +2,71  | Marcel Hirscher         |
| 14.     | 4 marca   | 2009 | Ga-Pa       | Supergigant | 1:16,64    | +1,67  | Manuel Kramer           |
| 8.      | 5 marca   | 2009 | Ga-Pa       | Gigant      | 2:18,49    | +2,96  | Alexis Pinturault       |
| 3.      | 6 marca   | 2009 | Ga-Pa       | Slalom      | 1:20,78    | +0,54  | Jesper Riis-Johannessen |

### Puchar Świata

#### Miejsca w klasyfikacji generalnej
- sezon 2009/2010: 141.
- sezon 2010/2011: 48.
- sezon 2011/2012: 55.
- sezon 2013/2014: 113.
- sezon 2017/2018:

#### Miejsca na podium w zawodach
1. Kranjska Gora – 6 marca 2011 (slalom) – 2. miejsce[7]